# W66 (核弾頭)
W66はアメリカ合衆国が開発した核弾頭。ロスアラモス国立研究所でアメリカ陸軍のスプリント弾道弾迎撃ミサイル向けに開発されたものである。
スプリント・ミサイル向けにはW65核弾頭が開発されていたが、核爆発に伴う中性子線を用いて敵弾道ミサイルの核弾頭を無力化する方式であり、効率良く中性子線を放出する中性子弾頭（熱核弾頭）としてW65に代わり、W66が開発されることとなった。
サイズは直径18インチ、長さ35インチ、重量は150ポンド。核出力自体は1ktと小さい。中性子弾頭としては初期のものとなる。1974年から1975年にかけて70発が生産された。スプリント・ミサイルの配備は1975年から1976年までの短期間であったが、W66弾頭は1985年まで保管されていた。